# Damprichard
Damprichard és un municipi francès situat al departament del Doubs i a la regió de Borgonya - Franc Comtat. L'any 2007 tenia 1.787 habitants.

## Demografia

### Població
El 2007 la població de fet de Damprichard era de 1.787 persones. Hi havia 752 famílies de les quals 216 eren unipersonals (112 homes vivint sols i 104 dones vivint soles), 264 parelles sense fills, 228 parelles amb fills i 44 famílies monoparentals amb fills.
La població ha evolucionat segons el següent gràfic:
Habitants censats

### Habitatges
El 2007 hi havia 838 habitatges, 773 eren l'habitatge principal de la família, 27 eren segones residències i 38 estaven desocupats. 576 eren cases i 258 eren apartaments. Dels 773 habitatges principals, 512 estaven ocupats pels seus propietaris, 245 estaven llogats i ocupats pels llogaters i 17 estaven cedits a títol gratuït; 11 tenien una cambra, 53 en tenien dues, 113 en tenien tres, 202 en tenien quatre i 395 en tenien cinc o més. 596 habitatges disposaven pel capbaix d'una plaça de pàrquing. A 418 habitatges hi havia un automòbil i a 267 n'hi havia dos o més.

### Piràmide de població
La piràmide de població per edats i sexe el 2009 era:
| Homes | Edats   | Dones |
| ----- | ------- | ----- |
| 0     | 95 o +  | 0     |
| 4     | 90 a 94 | 0     |
| 8     | 85 a 89 | 16    |
| 8     | 80 a 84 | 16    |
| 28    | 75 a 79 | 32    |
| 44    | 70 a 74 | 44    |
| 56    | 65 a 69 | 56    |
| 36    | 60 a 64 | 56    |
| 48    | 55 a 59 | 44    |
| 48    | 50 a 54 | 60    |
| 92    | 45 a 49 | 52    |
| 84    | 40 a 44 | 76    |
| 48    | 35 a 39 | 64    |
| 64    | 30 a 34 | 64    |
| 48    | 25 a 29 | 56    |
| 56    | 20 a 24 | 28    |
| 44    | 15 a 19 | 24    |
| 92    | 10 a 14 | 52    |
| 44    | 5 a 9   | 60    |
| 28    | 0 a 4   | 56    |

## Economia
El 2007 la població en edat de treballar era de 1.139 persones, 869 eren actives i 270 eren inactives. De les 869 persones actives 817 estaven ocupades (452 homes i 365 dones) i 52 estaven aturades (21 homes i 31 dones). De les 270 persones inactives 102 estaven jubilades, 72 estaven estudiant i 96 estaven classificades com a «altres inactius».

### Ingressos
El 2009 a Damprichard hi havia 774 unitats fiscals que integraven 1.852 persones, la mediana anual d'ingressos fiscals per persona era de 20.365 €.

### Activitats econòmiques
Dels 66 establiments que hi havia el 2007, 2 eren d'empreses alimentàries, 5 d'empreses de fabricació de material elèctric, 10 d'empreses de fabricació d'altres productes industrials, 11 d'empreses de construcció, 11 d'empreses de comerç i reparació d'automòbils, 2 d'empreses de transport, 4 d'empreses d'hostatgeria i restauració, 1 d'una empresa d'informació i comunicació, 4 d'empreses financeres, 3 d'empreses immobiliàries, 3 d'empreses de serveis, 6 d'entitats de l'administració pública i 4 d'empreses classificades com a «altres activitats de serveis».
Dels 16 establiments de servei als particulars que hi havia el 2009, 1 era una oficina de correu, 2 tallers de reparació d'automòbils i de material agrícola, 2 guixaires pintors, 2 fusteries, 1 lampisteria, 1 electricista, 2 perruqueries, 3 restaurants, 1 tintoreria i 1 saló de bellesa.
Dels 6 establiments comercials que hi havia el 2009, 1 era una botiga de més de 120 m², 1 una botiga de menys de 120 m², 1 una fleca, 1 una peixateria i 2 floristeries.
L'any 2000 a Damprichard hi havia 35 explotacions agrícoles que ocupaven un total de 1.705 hectàrees.

## Equipaments sanitaris i escolars
El 2009 hi havia 1 centre de salut, 1 farmàcia i 1 ambulància.
El 2009 hi havia 1 escola maternal i 1 escola elemental.

## Poblacions més properes
El següent diagrama mostra les poblacions més properes.